# 勒博斯克 (阿列日省)
勒博斯克（法語：Le Bosc，法語發音：[lə bɔsk]）是法国阿列日省的一个市镇，属于富瓦区。

## 地理
勒博斯克（42°56'49"N, 1°27'33"E）面积25.57 平方千米，位于法国奧克西塔尼大區阿列日省，该省份为法国西南部内陆省份，西部和北部与上加龙省接壤，东临奥德省，东南至东比利牛斯省接壤，南与安道尔和西班牙接壤。
与勒博斯克接壤的市镇（或旧市镇、城区）包括：阿尔藏、布瑟纳克、布拉萨克、比雷、蒙塔加涅、索拉特、圣纳克德塞鲁。

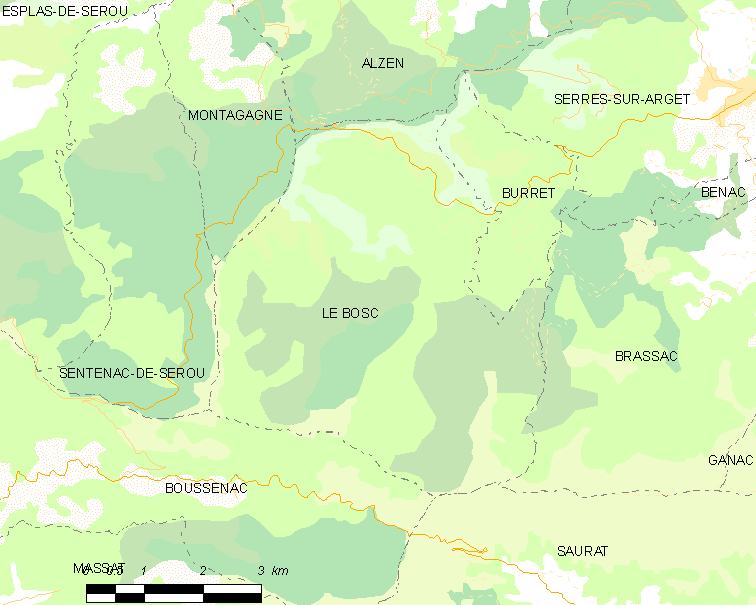
的OSM定位图

勒博斯克的时区为UTC+01:00、UTC+02:00（夏令时）。

## 行政
勒博斯克的邮政编码为09000，INSEE市镇编码为09063。

## 政治
勒博斯克所属的省级选区为阿列日河谷县。

## 人口

1962-2008年间人口变化图示

勒博斯克于2022年1月1日时的人口数量为114人。